# Wladimir von Pawlowski
Wladimir von Pawlowski, eigentlich von Pawłowski (* 29. August 1891 in Spittal an der Drau; † 7. Januar 1961 in Klagenfurt) war ein österreichischer Jurist, SS-Standartenführer, Landeshauptmann und Gauhauptmann von Kärnten. Mit dem Adelsaufhebungsgesetz 1919 verlor er seine adligen Namensbestandteile.

## Leben
Wladimir von Pawlowski war Nachfahre eines im 19. Jahrhundert nach Kärnten ausgewanderten polnischen Adelsgeschlechts. Sein Vater Alexander von Pawlowski (* 1859) war Bezirkshauptmann in Spittal an der Drau und hatte die Bestätigung erhalten den polnischen Adelstitel mit den Vorzügen des österreichischen Ritterstandes als „Ritter Pawłowski von Jarosław des Wappens Korab“ zu führen. Seine Mutter Helene (* 1866), welche Alexander Ende September 1890 in Klagenfurt geheiratet hatte, war eine geborene von Edlmann. Ein jüngerer Bruder von Wladimir von Pawlowski war Fred von Pawlowski.
Er kämpfte im Ersten Weltkrieg, kam 1915 bis Kriegsende in Kriegsgefangenschaft nach Sibirien. Er wurde bis zum Leutnant befördert. Nach der Freilassung studierte er Jura.
Ab 1915 war er in Klagenfurt als Landesbeamter tätig. Anfang November 1919 wurde er als Verwaltungsjurist in das Präsidium der Kärntner Landesregierung aufgenommen, wurde Mitte März 1933 Landesregierungsrat und trat zum 20. April desselben Jahres in die NSDAP ein (Mitgliedsnummer 1.604.084). Am 31. Juli 1935 wurde er aus politischen Gründen; er hatte sich illegal für die NS eingesetzt; für kurze Zeit in den Ruhestand versetzt. Im Juli 1936 trat er der in Österreich verbotenen SS bei (SS-Nummer 292.801) und zum 2. Juli 1936 verlor er seine Pension.
Anfang März 1938, nach dem Anschluss Österreichs an das Deutsche Reich, wurde er als Landesregierungsrat wieder eingestellt und kurze Zeit vertretungsweise Landeshauptmann von Kärnten. Der Wechsel des Landeshauptmanns geschah auf Druck des Gauleiters von Kärnten Franz Kutschera auf den eigentlichen Landeshauptmann Arnold Sucher, welcher letztendlich zurücktrat. Ab Mai 1938 übernahm Hubert Klausner, der spätere Gauleiter Kärntens, kommissarisch die Position des Landeshauptmanns und Pawlowski wurde „mit der Leitung der Landeshauptmannschaft betraut“. Am 4. August 1938 wurde er Sektionschef beim Reichsstatthalter in Kärnten. Nach Klausners Tod Mitte Februar 1939 wurde Pawlowski bis zur Übernahme durch Friedrich Rainer Anfang 1941 geschäftsführender Landeshauptmann, welcher ab April 1940 auch Reichsstatthalter war. Dazu war er parallel von August 1939 bis Juni 1942 Regierungspräsident (Nachfolger als Regierungspräsident wurde Ferdinand Wolsegger), von März 1940 bis Dezember 1941 Gauhauptmann, dem Vertreter des Reichsstatthalters in der Selbstverwaltung (Nachfolger als Gauhauptmann wurde Meinrad Natmeßnig), und ab April 1940 Vertreter des Reichsstatthalters in Kärnten. Am 21. Juni 1939 wurde er zum SS-Standartenführer befördert. In dienstlichen Besprechungen der Reichsstatthalterei fiel Pawlowski immer wieder durch Kritik an der Judenverfolgung, die Behandlung ausländischer Zivilarbeiter und später den Slowenenaussiedlungen auf. Bei den Besprechungen war meist Obersturmbannführer Fritz Volkenborn anwesend, der im Auftrag der 90. SS-Standarte begann belastendes Material gegen Pawlowski zu sammeln. Es kam zu weiteren Kampagnen gegen Pawlowski, welche u. a. die Unterstützung von Juden und über eine jüdische Abstammung Pawlowskis mutmaßten. Kutschera sah sich daraufhin genötigt, einen Beschwerdebrief gegen den Parteigenossen bei Himmler einzureichen, welcher eine Verdächtigungen gegen Pawlowski vorgebracht hatte. Es kam Mitte März 1941 zu einer Verurteilung des Mannes durch das Gaugericht Kärnten. Bereits im April 1938 hatte Pawlowski in St. Jakob im Rosental auf einer Veranstaltung zur Volksabstimmung Folgendes zu den slowenischstämmigen Landsleuten gesagt:

„Slowenen! Ihr sollt euch also nicht sorgen um die Erhaltung eurer Volkskultur. Sie ist Teil unseres Kärntnerlandes und wie Kärntner könnten sie nicht vermissen.“

Ende 1941 wurde Pawlowski auf eigenes Ersuchen hin als Gauhauptmann entlassen. Mit Kriegsende verlor er dann alle anderen Posten.
1948 wurde er in Graz, wahrscheinlich im Zuge der Gerichtsbarkeit für kleinere Vergehen und Kriegsgräuel am Military Government Courts der britischen Besatzungsmacht, zu 5 Jahren Haft verurteilt.